# Salaula
El término salaula es un concepto del pueblo bemba usado para referirse a los mercados de ropa de segunda mano, procedente de Occidente, presentes en toda Zambia. La palabra salaula puede ser traducida como "escoger", "rebuscar" o "pillar". Siendo que el comercio de ropa usada está extendido en otras zonas de África, el caso de Zambia  y su impacto cultural en la zona ha sido especialmente estudiado por la antropóloga Karen Tranberg Hansen, en su libro Salaula: The World of Secondhand Clothing and Zambia.

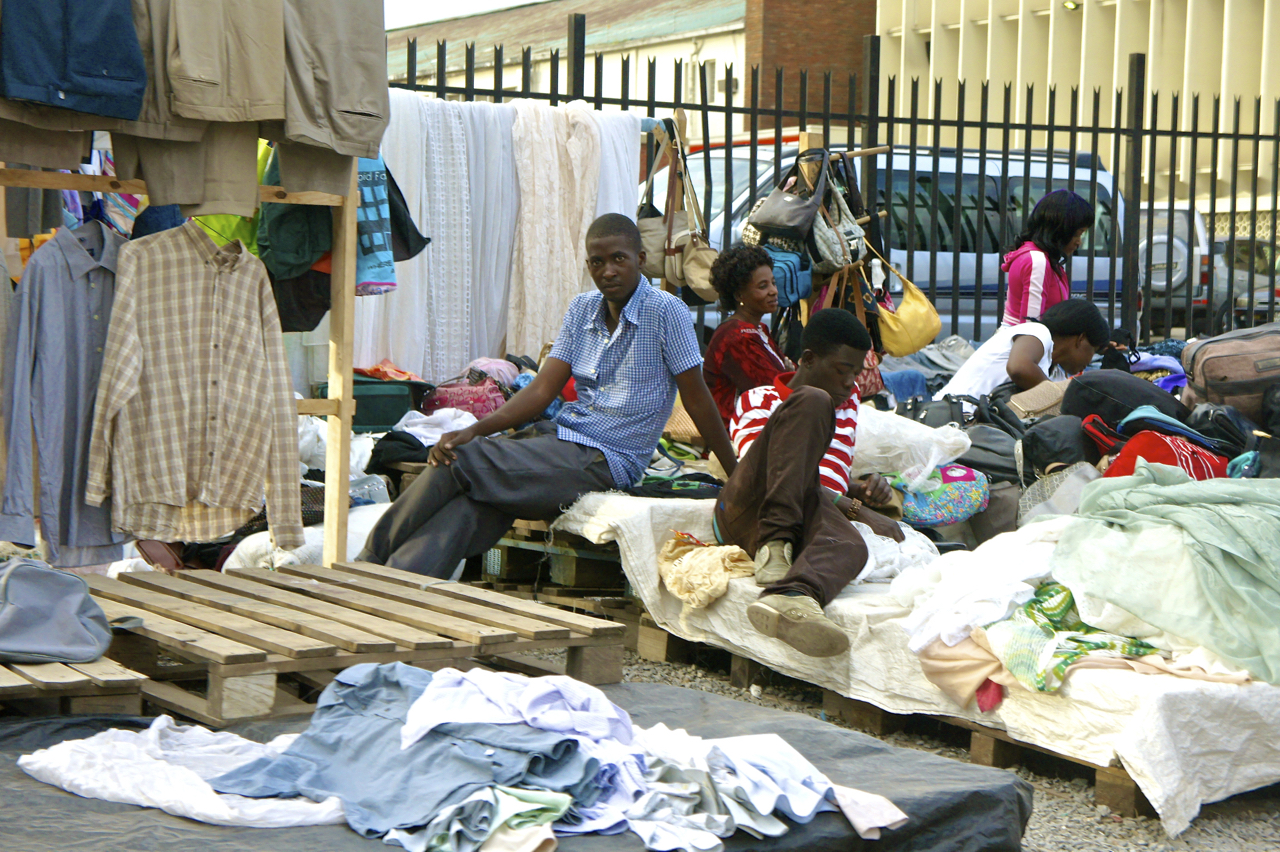
Mercado de ropa en Ndolo

## Antecedentes culturales
Los Bemba de Zambia [...] tradicionalmente vivían en pequeñas aldeas, pobladas por entre cien y doscientas personas, dedicadas a la agricultura, pero carentes de ganado, debido a la presencia de la mosca tse-tse. Desde que Zambia pasase a ser una colonia británica, la explotación de las ricas minas de cobre supuso un cambio en la división del trabajo: las mujeres continuaron cultivando los campos en las aldeas agrícolas, mientras que los hombres trabajaban intermitentemente en las minas de cobre. Hoy en día viven tanto en el campo como en las ciudades y el término Bemba se refiere al grupo étnico-lingüístico mayoritario en varias provincias del norte de Zambia y en la región del Cinturón del Cobre (Moreno, 2019).

## El fenómenosalaula
Las raíces del fenómeno salaula se remontan al periodo colonial inglés, a finales del siglo XIX. El proceso colonizador altera infinidad de aspectos de la sociedad afectada, desde la economía a la cultura. En este caso el orden de las clases sociales se vio modificado por el nuevo paradigma de estatus y roles sociales introducido por los ingleses. Es importante tener en cuenta una ley restrictiva que impuso el gobierno colonial: "los trabajadores africanos no podían comprar casas ni tierras. Al mismo tiempo estaban limitados por unos sueldos que no les permitían adquirir objetos de lujo como automóviles o grandes muebles" (Moreno, 2019, p.115). Como consecuencia de esta restricción se creó una nueva manera de dar cuenta de la riqueza y del estatus personal, que implicaría un cambio en el modo de vestir de los nativos.
Actualmente, los mercados salaula de ropa usada mantienen su importancia en Zambia, dado que la importancia cultural de la vestimenta no ha cambiado para los bemba. Para los zambianos, la vestimenta adquiere un gran valor, hasta tal punto que establece la posición social de las personas. Además en el vestir se imita la forma "europea" u "occidental" pues la ropa llega en fardos desde Europa y Norteamérica a través de ONGs. Otra característica es que en el mercado se juntan diferentes clases sociales, todos tienen acceso a la ropa, la gente quiere vestirse con esas ropas porque marcan una distinción de "civilización".
Como muestra, Richards cuenta una anécdota de un misionero vestido de ropa corta y fresca en un día que hacía calor que se sorprende de que un Bemba vaya vestido de traje y con muchas ropas y al preguntárselo le responde: "Usted puede ir desnudo si quiere, porque la gente sabe que tiene el armario lleno de ropa; pero, si yo no llevase mis trajes, la gente diría que soy un don nadie, sin educación, sin nada que ponerme salvo unos pantalones cortos" (Richards, 1995, citado en Moreno, 2019).

## Críticas alsalaula
La industria del salaula enfrenta numerosas críticas. Una es que tiende a perturbar la industria textil interna de Zambia. Las empresas textiles locales no pueden competir con la ropa usada barata procedente del extranjero. Los demandados de la industria argumentan que la demanda del mercado debería dictar lo que es justo y lo que no.
Otra crítica es hacia las ganancias que las empresas están generando con estas prendas, ya que originalmente estas prendas fueron donadas a organizaciones sin fines de lucro como Goodwill. Los acusados de la práctica argumentan que las organizaciones sin fines de lucro deben vender estas donaciones con el fin de adquirir el dinero necesario para financiar sus proyectos sociales.